# DokiDokiてれび
『DokiDokiてれび』（ドキドキてれび）は、北陸朝日放送で毎月1回放送されていた石川県内向けの情報番組。1998年4月放送開始。2012年3月放送終了。ステレオ放送で、2007年4月以降はハイビジョン制作。
番組キャッチコピーは「もっと石川を知りた〜い!」。

## 概要
ラッシャー板前と北陸朝日放送アナウンサーの恩田琴江が石川県内各地を廻り、店を取材したり話題のスポットを取り上げたりしていた番組。番組の最後には、「DokiDokiビンゴ」という視聴者参加型のビンゴゲームを実施していた（後述）。
番組開始当初は石川県を市町村単位で紹介していたが、現在はより特定の地域に限定したものが多い。例えば、金沢市でも香林坊界わいというように、番組の特集は「○○界わい」のタイトルが付くことが多い。
月1回の放送にもかかわらず、10年以上続く長寿番組となった。放送終了までに取材された店は1000軒以上にのぼった。その後当番組を不定期放送に降格させ、実質的に『土曜はドキドキ』へ移行。恩田はそのまま後継ぎ番組へスライドされたが、後述するように『朝だ!生です旅サラダ』との関係でラッシャー板前は降板となった。この『DokiDoki』シリーズは帯番組化され『2時はどきどき5ch』へとかわり2019年まで自社制作番組の一つに用いられた。ラッシャーはこの後継ぎである『ギュッ!と石川 ゆうどきLive』でゲストコメンテーターとして復帰している。

## 出演者

### 現在の出演者[いつ?]
ラッシャーと恩田の2人は、『朝だ!生です旅サラダ』（朝日放送）における石川県内での中継でもコンビを組んでいた。
- ラッシャー板前
- 恩田琴江 - 2010年8月から出演。
- 牧野慎二（ナレーション）

### 過去の出演者
- 金子美奈 - 1998年4月から2004年9月まで出演。ラッシャーとは、例年11月に放送されている『石川ふるさとCM大賞』（2002年 - ）で現在も[いつ?]共演している。
- 塚本くみ子 - 2004年10月から2010年7月まで出演。塚本も『朝だ!生です旅サラダ』の中継でラッシャーとコンビを組んでいた。人事異動によって降板。

## 放送時間
毎月一回の割合（2011年4月から不定期放送の形を採っているが、同年9月からは月に1回必ず放送されている）で、ローカルセールス枠である火曜日 19:00 - 19:54に放送されることが多かった。ただし、編成上の都合で土曜日、または日曜日 12:00 - 12:55に放送される場合もあった。これ以外にも、土曜午後に再放送を実施していた。
火曜日19時台に放送される場合、テレビ朝日のネット番組（2012年当時は『トリハダ（秘）スクープ映像100科ジテン』）は遅れネットになった（土曜日の午前に振替放送となる）。かつてはローカル枠の移動によって日曜日・月曜日19時台に放送されていた。なお、テレビ朝日で19時開始の長時間特番が放送される場合でも、19時台には本番組を放送し、20時前後から飛び乗りの形で途中から特番を放送することもあった。

## DokiDokiビンゴ
番組最後に実施していた視聴者参加型のビンゴゲーム。ゲスト観覧している参加者の1人がビンゴになったらゲームは終了。
参加方法は、ビンゴゲームの用紙を受け取る方法と携帯電話で参加する方法の2種類があった。ビンゴゲームの用紙は次の場所で配布されていた（現在、放送日の2週間前から置いてある場合もある）。
- 北陸朝日放送（土曜・日曜・祝日を除く）
- 石川県内のアピタ・ピアゴ

また、放送日当日の朝日新聞朝刊にも折込チラシとして配布されていた（一部地域を除く）。

## 備考
- 2002年から2007年までは、同じく月に1回の放送だった自社製作番組『HAB健康の館』がこの番組の翌週に放送されていた。
- 「DokiDokiビンゴ」は、かつて局のイメージキャラクター・みるるや、加賀百万石時代村のマスコットキャラクター・ニャンまげ、夢みどりいしかわ2001のぷっぴーなどの名前を冠して、着ぐるみのキャラクターも登場していたが、現在では[いつ?]ラッシャーとアナウンサーのみが出演している。